# Maysan
Maysan is een gouvernement (provincie) in Irak.
Maysan telt 637.126 inwoners op een oppervlakte van 16.072 km².